# 上海皇帝之雄霸天下
《上海皇帝之雄霸天下》是一部1993年出品，由潘文傑導演的電影，為《歲月風雲之上海皇帝》的續集。

## 故事大綱
由於陸雲生極好面子，因此興辦銀行以接近上海文化界，彌補自己的文盲自卑感，更渴望當官漂白兼光耀門楣，遂暗中幫助國民政府做事以期謀得一官半職，先是協助打擊共產黨，後來又出錢出力幫政府對抗日本的侵略。抗戰期間陸雲生不願當漢奸而逃離上海，黃全榮也拒當漢奸但不願離開上海，以裝瘋的方式避過日本人的威逼利誘，袁嘯軍卻認為有錢賺就好，幫日本人或法國人都一樣，遂成為漢奸幫日本人做事而與陸黃二人決裂，陸雲生怒派手下行刺袁嘯軍。
八年抗戰結束後陸雲生回到上海，原以為自己勞苦功高可換得心儀已久的上海市長一職。豈料國民政府認為陸已沒利用價值，更嫌棄其黑道出身而疏遠他，先是任命吳強出任副市長，更打壓陸當官的任何機會與可能，在陸改為參選參議院議長時，國民政府又命令古羽將軍威脅陸雲生棄選。最終陸雲生為國民政府白忙一場，讓陸有感政府的現實與卑鄙，視自己如夜壺，需要的時候極盡拜託之能事，不需要的時候就嫌臭一腳踢開。
後來共產黨解放軍陸續攻佔上海與中國各地，先前與共產黨為敵的陸雲生知道自己大勢已去，淚別老拍檔黃全榮，帶著微薄財物與家人倉皇逃到香港。黃全榮在陸雲生離開不久後病逝，而陸赴港後窮愁潦倒又身染重疾，與老情人孟小東結婚不久後病逝，死前仍不忿台灣的國民黨政府並未頒贈勳章。

## 主要角色
| 演員     | 角色 （角色原型） | 粵語配音 | 暱稱/關係 |
| 呂良偉   | 陆雲生 （杜月笙） | 朱子聰   | 與袁嘯軍和黃全榮合稱「上海三大亨」，一心希望當官漂白，故於抗戰時出錢出力協助國民政府抗日。 上海淪陷後，逃至香港，曾被日本特務挾持，後得曹山協助而無恙。抗戰後滿心希望能出任上海市長，但被吳強出賣落選。為了對付吳強動員人脈參選參議院議長，但在國民政府的壓力下放棄競選。 在共產黨佔領上海前逃往香港，未能帶走大部分財產所以赴港後窮愁潦倒，於香港與孟小冬成親，不久後病逝。 |
| 郑则仕   | 黄全荣 （黄金荣） | 郑则仕   | 前法租界巡捕房總探長與陸雲生和袁嘯軍合稱「上海三大亨」，李桂姐之前夫。 上海淪陷後，因戀眷故土而執意留在上海，卻拒當漢奸，整日裝瘋賣傻來逃避日本人，並因此和袁嘯軍翻臉。在公開撕破情面後，透過陸雲生的兒子傳話給人在香港的陸，表示他同意對袁清理門戶。 在共產黨佔領上海前夕，決定繼續留在上海，於電影結尾中交代其病逝。                                                       |
| 徐锦江   | 袁啸军 （张啸林） | 周永光   | 小爺叔（陸雲生專稱）、袁大帥（手下專稱）。原是軍閥落草出身，因與陸雲生和黃全榮共同合作，而與另外兩人一同稱「上海三大亨」，二十年來三人間情同手足，卻在上海淪陷後，因不願意放棄原有地位權勢，而自願投效日本人，並以此得到日偽政府的浙江省省長一職。曾遊說黃全榮與日本人合作，未果，公然與黃反目成仇，並放話與陸絕交，被陸派來的曹山暗殺。                                     |
| 叶童     | 孟小东 （孟小冬） | 叶童     | 名伶，陸雲生之舊愛，於上海淪陷後重遇陸雲生，並隨其前往香港。抗戰勝利後，於香港與陸雲生拜堂成親。 |
| 刘嘉玲   | 老六              | 刘嘉玲   | 陸雲生老相好 |
| 斯琴高娃 | 李桂姐 （林桂生） |          | 黃全榮之前妻 |
| 湯鎮業   | 曹山              | 黃志成   | 陸雲生之好友及手下，嗜酒，但鎗法神準。上海淪陷後，陸雲生逃往香港時，於酒店死戰助陸免受日本特務挾持。後受陸雲生之命刺殺漢奸袁嘯軍，袁死後被日本人逮捕並囚禁八年，抗戰勝利後獲釋。 |
| 陳榮宗   | 阿丁 （萬墨林）   | 馮永和   | 陸雲生之好友及手下 |
| 程小龍   | 阿華              | 羅君左   | 陸雲生之好友及手下，參與游擊戰時被炸彈炸死。 |
| 郭亮     | 陸淮屏            | 黃志成   | 陸雲生兒子 |
| 苗侨伟   | 古羽 （戴笠）     | 黃志成   | 國民政府成員，管理情報工作，官階將軍，陸雲生之靠山。時常幫陸向政府高層說好話，也答應幫陸謀取官職，奈何國民黨高層不喜歡販毒出身的陸，只能屢次讓陸希望落空。 在陸雲生參選參議院議長時，受國民黨高層命令脅迫陸雲生棄選參議院議長，其後報纸報導因乘坐的飛機失事而遇難，陸雲生知情後悲痛不已。                                                                                    |
| 林威     | 侯飞              | 周永光   | 貪財好色的無義小人，先是黃全榮手下，出賣舊主後改投古羽帳下，最後因個人利益暗中投靠日本人成為漢奸，成為偽政府的特務人員，幫日本人盜取國民政府機密資料，後被鋤奸團臥底行刺身亡。 |
| 王霄     | 吳強 （吳紹澍）   | 黃子敬   | 陸雲生的故友之子，是陸手下之中學歷最高的。抗戰勝利後出賣陸雲生，與國民黨內定市長人選搭檔成為上海市副市長，更以貪污罪拘捕陸雲生之子陸淮屏，被陸雲生的人馬痛罵反骨不知感恩。後來被陸雲生動員眼線找到其貪污證據，最終被古羽以貪污罪名拘捕革職 |

## 外部連結
- 香港影庫上《上海皇帝之雄霸天下》的資料（繁體中文）
- 豆瓣电影上《上海皇帝之雄霸天下》的資料 （简体中文）